# Carvalhas
Carvalhas (auch Carvalhos) ist eine Gemeinde (Freguesia) im nordportugiesischen Kreis Barcelos. In ihr leben 692 Einwohner (Stand 19. April 2021).

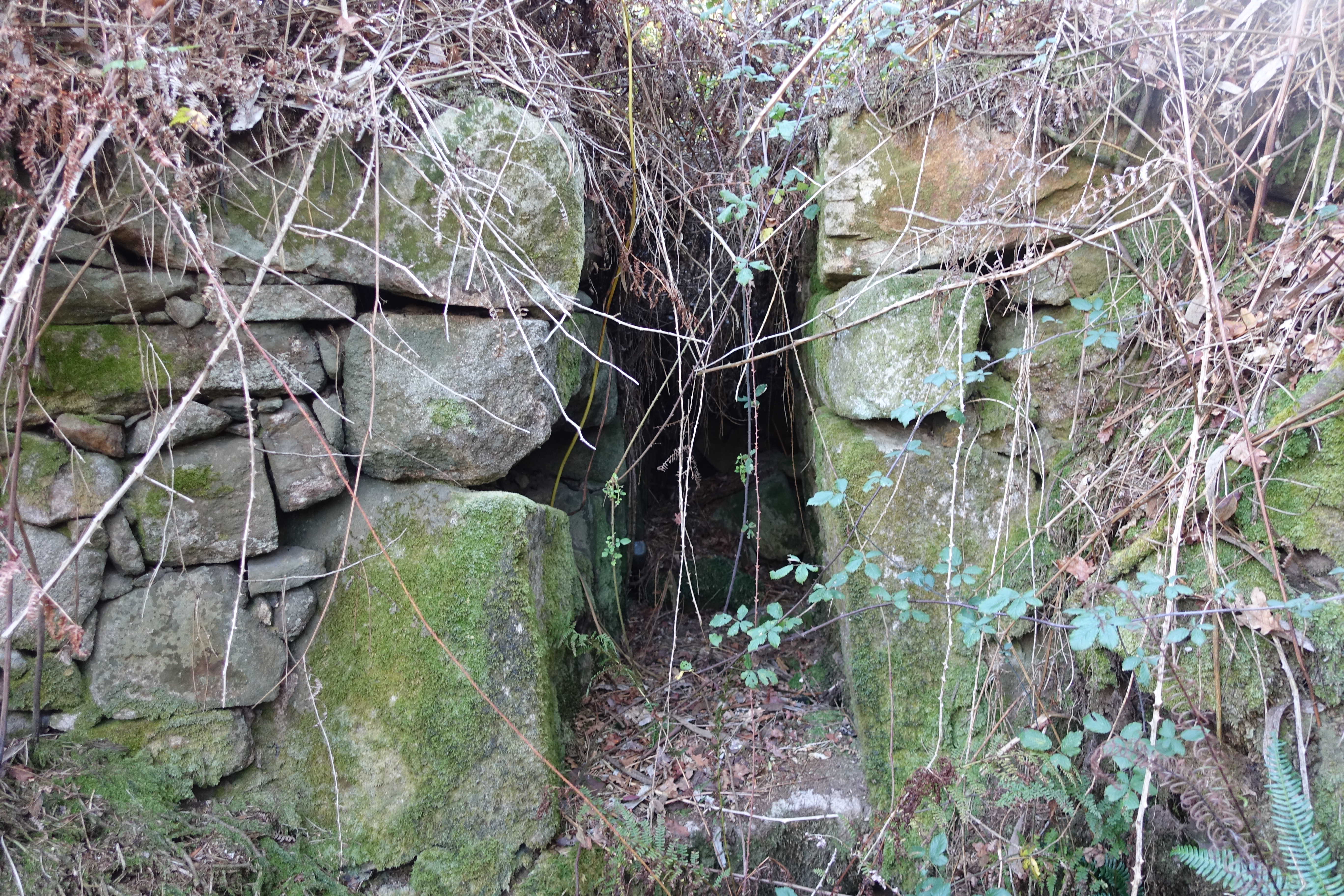
Forno dos Mouros - Dolmen in Carvalhas